# Walter Scott (hrabia Dalkeith)
Walter Henry Scott (ur. 17 stycznia 1861 w Londynie, zm. 18 września 1886 w Achnacryforest) – brytyjski arystokrata, najstarszy syn Williama Montagu-Douglasa-Scotta, 6. księcia Buccleuch, i lady Louisy Jane Hamilton, córki 1. księcia Abercorn. Od 1884 roku nosił tytuł hrabiego Dalkeith.
Walter został ochrzczony 4 marca 1861 w opactwie westminsterskim, kształcił się w Eton College i w Oksfordzie. Był też krykiecistą. Zginął w młodym wieku podczas wypadku na polowaniu w Achnacryforest.